# Sans-Vallois
Sans-Vallois é uma comuna francesa na região administrativa do Grande Leste, no departamento de Vosges. Estende-se por uma área de 4.43 km². Em 2010 a comuna tinha 133 habitantes (densidade: 30 hab./km²).